# Pierre Poivre
Pour les articles homonymes, voir Poivre (homonymie).
Pierre Poivre, né le 23 août 1719 à Lyon (Rhône) et mort le 6 janvier 1786 à Saint-Romain-au-Mont-d'Or (Rhône), est un horticulteur, botaniste, agronome, missionnaire et administrateur colonial français.
Après des études en théologie à Paris, Pierre Poivre part en mission d'évangélisation en Extrême-Orient en 1741. Il y découvre les épices et les profits qu'en tirent les Hollandais. De retour en France, il persuade la Compagnie française des Indes orientales de l'intérêt d'introduire ces épices sur l'Isle de France (l'île Maurice), ce qu'il parvient à faire en important clandestinement des plants de muscadiers. En 1766, il est nommé Intendant des Isles de France et de Bourbon et participe au développement économique de l'île par ses introductions d'espèces végétales nouvelles. Il rentre en France en 1772 et meurt en 1786.

## Biographie

### Origines et jeunesse
Pierre Poivre descend d'une famille de commerçants modestes, son père Hilaire Poivre (1671-1739) est négociant en soieries à Lyon, et sa mère est Marie Pompallier (vers 1699-1770). Le couple se marie le 3 novembre 1718, à l'église Saint-Nizier, à Lyon. Pierre Poivre naît le 23 août 1719 à Lyon. Il est le fils ainé du couple. Son frère cadet, Jean Poivre, reprend le négoce paternel et devient maitre et marchand-passementier.
Il entre chez les frères missionnaires de Saint-Joseph à la Croix-Rousse. Il réussit très bien ses études et il est rapidement envoyé à Paris. Là-bas il travaille pour le séminaire des Missions étrangères de Paris. Il déclare vouloir œuvrer pour l'évangélisation de l'Extrême-Orient.

### Missionnaire en Extrême-Orient
En 1741, il s'embarque pour la Chine pour participer à son évangélisation. Pendant deux ans, Pierre Poivre séjourne à Guangzhou (Canton) où, après un séjour en prison, il devient un protégé du vice-roi qui l'autorise à visiter l'intérieur du pays. Il passe à Macao avant de s'installer à Fai-Fo en Cochinchine. Rapidement, Pierre Poivre oublie l'objectif de son voyage et se passionne pour le commerce et l'agriculture. Face à son manque de conviction, ses supérieurs le renvoient en France.

### Détention à Batavia et importation des épices

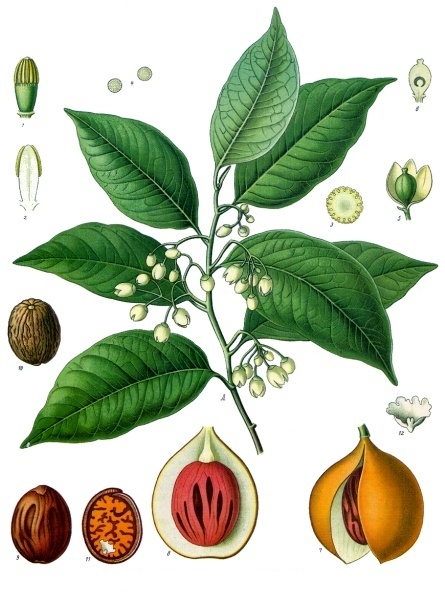
Muscadier

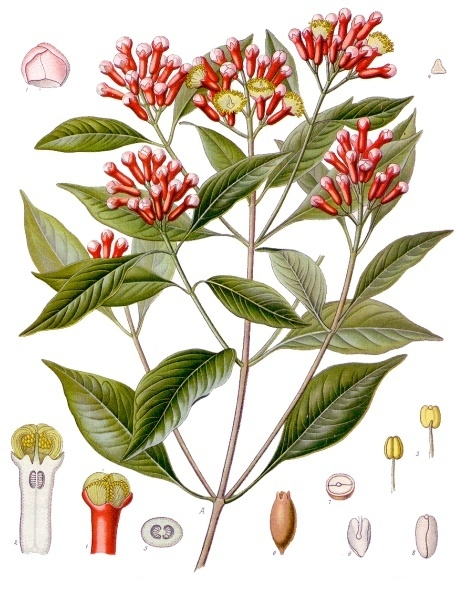
Giroflier

Cependant son goût de l'aventure est le plus fort. Il rejoint l'Asie à bord d'un navire de la Compagnie française des Indes orientales. Le navire est attaqué par les Britanniques et un boulet de canon lui emporte la main droite. Il est soigné sur le vaisseau britannique mais il doit être amputé de l'avant-bras droit. Ne pouvant pas bénir, ni dessiner, de la main gauche, il est contraint de renoncer au sacerdoce, ainsi qu'au dessin pour lequel il était doué,. Il est débarqué à Batavia (actuelle Djakarta), alors un centre important de l'exploitation des épices, notamment les noix de muscade et des clous de girofle qui, par leur rareté, représentent une richesse fabuleuse jalousement gardée par la Compagnie néerlandaise des Indes orientales, qui en a le monopole. Il se met alors en tête d'acclimater ces espèces à l'isle de France (actuelle île Maurice). Après sa libération, en 1746, il se rend à Pondichéry, où il fait la connaissance de La Bourdonnais.
Il rentre alors en France pour défendre son idée auprès de la Compagnie française des Indes orientales. Après de nombreuses péripéties, il est chargé de s'occuper du développement des épices pour le commerce mais, à la suite d'un naufrage, il embarque sur un navire néerlandais qui est attaqué par un navire malouin. Celui-ci est à son tour attaqué par un navire britannique. Poivre est alors enfermé à Guernesey. Il arrive en France en 1748 pour repartir l'année suivante, chargé d'une mission par le ministre de la Marine ; il aborde à Tourane pour être accueilli par la cour de Hué en 1749, mais ne parvient pas à obtenir l'autorisation de fonder un comptoir.
De retour à l'isle de France en 1753, il y trouve le terrain idéal pour la culture des épices. Il parvient à se procurer clandestinement des plants de muscadiers et de girofliers qu'il confie à Jean Baptiste Christian Fusée-Aublet (1720-1778), directeur du jardin d'essai de l'île. Il repart en 1754 vers les Moluques mais, ne parvenant pas à les atteindre, rejoint le Timor où il réussit à se procurer des muscadiers. À son retour à l'isle de France en 1755, avec 3 000 noix de muscade et des plants d'épices et fruits divers, il découvre ses premières plantations de muscadiers mortes. Quand les nouveaux plants meurent à leur tour, une enquête révèle que Fusée-Aublet, qui prétendait que le muscadier ne pouvait pas être naturalisé à l'isle de France, avait lui-même tué volontairement les jeunes plantes[réf. nécessaire] en les arrosant à l'eau bouillante.
Poivre persuade le botaniste Philibert Commerson d'explorer l'isle de France. Il forme également son neveu, Pierre Sonnerat, lequel devient l'assistant de Commerson.

### Retour en France et reconnaissance (1757-1767)
Pierre Poivre décide alors de rentrer en France. En 1755-1756, il revient à Lyon. Déjà correspondant de l'Académie des sciences auprès d'Antoine de Jussieu, il est reçu le 23 janvier 1759 à l'Académie des sciences, belles-lettres et arts de Lyon, aux séances desquelles il participe assidûment. Cette institution, ouverte à toutes les idées nouvelles, est alors un intense foyer d’activité intellectuelle. Presque toutes les grandes questions philosophiques ou sociales qui agitaient le siècle y trouvaient un écho et y éveillaient parfois des controverses passionnées. Pour sa part, Pierre Poivre intervenait le plus souvent sur les questions relatives au commerce international, et particulièrement maritime, qui « contribue à l'adoucissement des mœurs et à une meilleure connaissance des droits de l'humanité »,. La France à l’époque disposait de cinq comptoirs dans les Indes : Pondichéry, Karikal, Mazupilam, Chandernagor au Bengale et Mahé sur la côte de Malabar.
Il publie à cette époque le récit de ses trois expéditions aux Moluques et à Timor sous le titre Les Voyages d'un philosophe, qui ont du succès.
Il épouse Françoise Robin (1749-1841). En 1766 la Compagnie des Indes, en faillite, cède ses colonies à la couronne. Le 3 octobre 1766, quelques jours après son mariage, le duc de Praslin, ministre de la Marine, nomme Pierre Poivre à l’intendance des îles de France et de Bourbon puis, en décembre 1766, Louis XV voulant lui donner un témoignage encore plus grand de son estime, lui confère des lettres de noblesse. Poivre a bénéficié toute sa vie de la protection du ministre Henri Bertin, et, plus ponctuellement, de celle du ministre Turgot.

### Intendant des Isles de France et de Bourbon (1767-1772)

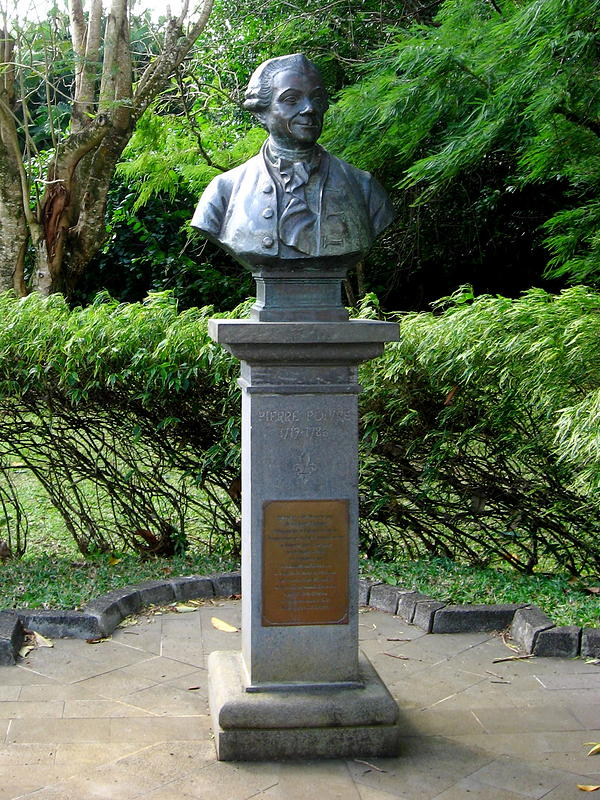
Monument à Pierre Poivre au jardin de Pamplemousses, Ile Maurice.

Le navire Le Dauphin sur lequel il s'embarque le 8 mars 1767 arrive à Port-Louis, à l'Isle de France le 17 juillet, avec son épouse Françoise Robin. Bernardin de Saint-Pierre, de passage dans l'île, en tombe amoureux et pensera à elle en écrivant Paul et Virginie.
À sa nomination, Pierre Poivre est chargé de mettre en place les premières structures de l'administration royale qui dorénavant vont remplacer celles de la Compagnie des Indes.
En six ans, Pierre Poivre impulse un véritable développement économique dans l'archipel des Mascareignes où il organise des plantations. Il crée dans sa propriété de Mon Plaisir, l'un des plus beaux jardins botaniques : le jardin de Pamplemousses où il acclimate des plantes des contrées lointaines. Il envoie une nouvelle expédition vers les Moluques qui rapporte alors suffisamment de muscadiers et de girofliers pour mener à bien une acclimatation. Une dernière expédition permettra de varier encore les plants. Poivre ordonne que les plantations ne soient pas limitées à l'île de France. Elles seront disséminées aux Seychelles, sur l'île Bourbon et même en Guyane française.
Sur l'île Bourbon, il introduit entre autres le giroflier, le letchi, l’anis étoilé, l’avocatier du Brésil. À l'île de France, il rapporte d'Europe l'imprimerie, et réussit à acclimater le giroflier, la muscade, le poivre, la cannelle… Il brise le monopole du commerce des épices tenu par les Hollandais. Si Pierre Poivre s'est beaucoup intéressé à la culture des épices, il a également porté son attention sur les arbres fruitiers tels que le manguier, le mangoustan, le cacaoyer…
Enfin, il s'est préoccupé du sort des esclaves, convaincu de l'inutilité économique de l'esclavage. Il dénonce également l'immoralité de cette condition. Il pensait que les européens auraient dû distribuer des terres gratuitement à des ouvriers agricoles, comme cela était fait au Vietnam.

### Retour en France et derniers jours

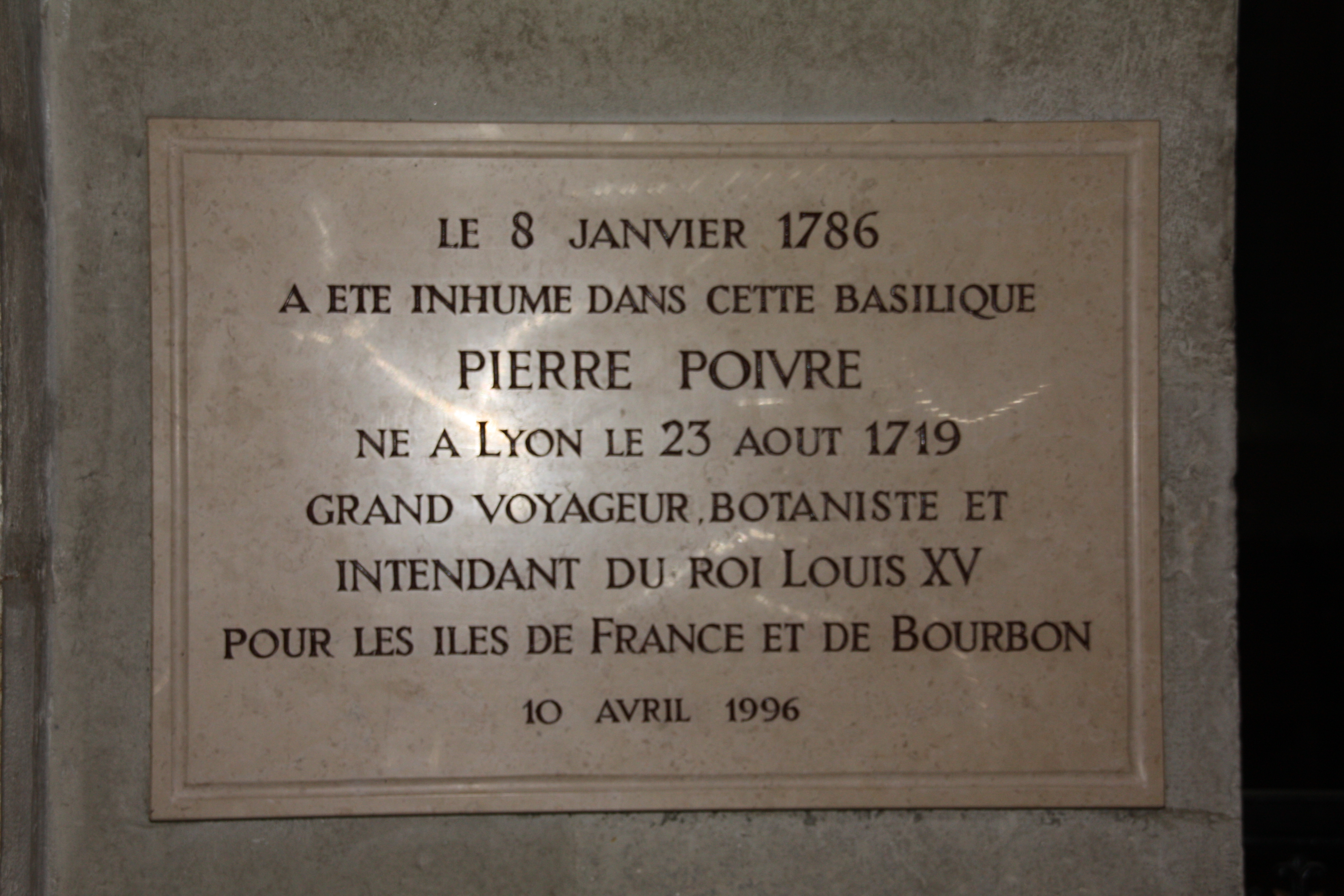
Plaque commémorative de son inhumation dans la basilique Saint-Martin d'Ainay.

Pierre Poivre quitte l'Isle de France en 1772, en compagnie de sa femme et de ses deux enfants, pour rejoindre sa propriété de la Fréta à Saint-Romain-au-Mont-d'Or, près de Lyon, où il meurt le 6 janvier 1786. Il est inhumé à Lyon dans la basilique Saint-Martin d'Ainay le 8 janvier 1786.
Son œuvre aurait périclité, son  successeur ayant négligé les plantations, si Jean-Nicolas Céré, nommé en 1775 directeur du Jardin du roi, n'avait opposé la plus ferme résistance à ceux qui en méconnaissaient l'utilité.

## Mariage et descendance
Pierre Poivre épouse Françoise Robin (1749-1841), le 15 septembre 1766, non pas à Pommiers mais à Saint Cyprien, alors paroisse dépendant de Pommiers. De cette union naissent trois enfants : Marie Poivre (1768-1787) ; Françoise Julienne Ile-de-France Poivre (1770-1845), épouse de Jean-Xavier Bureau de Pusy (1750-1806) ; et Sarah Poivre (1773-1814).

## Postérité
Un monument à Pierre Poivre est érigé à l'entrée du jardin botanique de Pamplemousses à l'Ile Maurice. Un autre est érigé à l'entrée du jardin botanique national des Seychelles à Victoria (Mahé, Seychelles), sur lequel une inscription rappelle qu'il « fut à l'origine du premier établissement des Seychelles et qu'il fit introduire des plantes à épices, plus particulièrement le cannelier, aux Seychelles en 1772 ».
Une plaque commémorative a été inaugurée au château de la Freta à Saint-Romain-au-Mont-d'Or en 1994 par l'association Pierre Poivre de Lyon, présidée par l'écrivain Khal Torabully et Mme Vernazobres. Une allée Poivre a été inaugurée dans la commune de Villars-les-Dombes en juin 2007. Une rue porte son nom à Lyon, près de la mairie du 1er arrondissement et du jardin des plantes de Lyon, lequel correspond à l'ancien jardin botanique. Un petit archipel des Seychelles a été nommé les îles Poivre.
En France, un buste de Pierre Poivre, sculpté en 1836 par Jean-François Legendre-Héral est conservé au musée des beaux-arts de Lyon. Dans le parc de la Tête d'Or à Lyon, un buste honore sa mémoire, près du jardin botanique.
Le 23 août 2019, pour commémorer le troisième siècle de la naissance de Pierre Poivre, un arbre symbolique (Parrotia subaequalis) a été planté au jardin botanique de Lyon.
Le thé de la gamme du jardin de thé mauricien Bois-Chéri a été récemment placé sous son patronage[réf. nécessaire].

Hommages commémoratifs
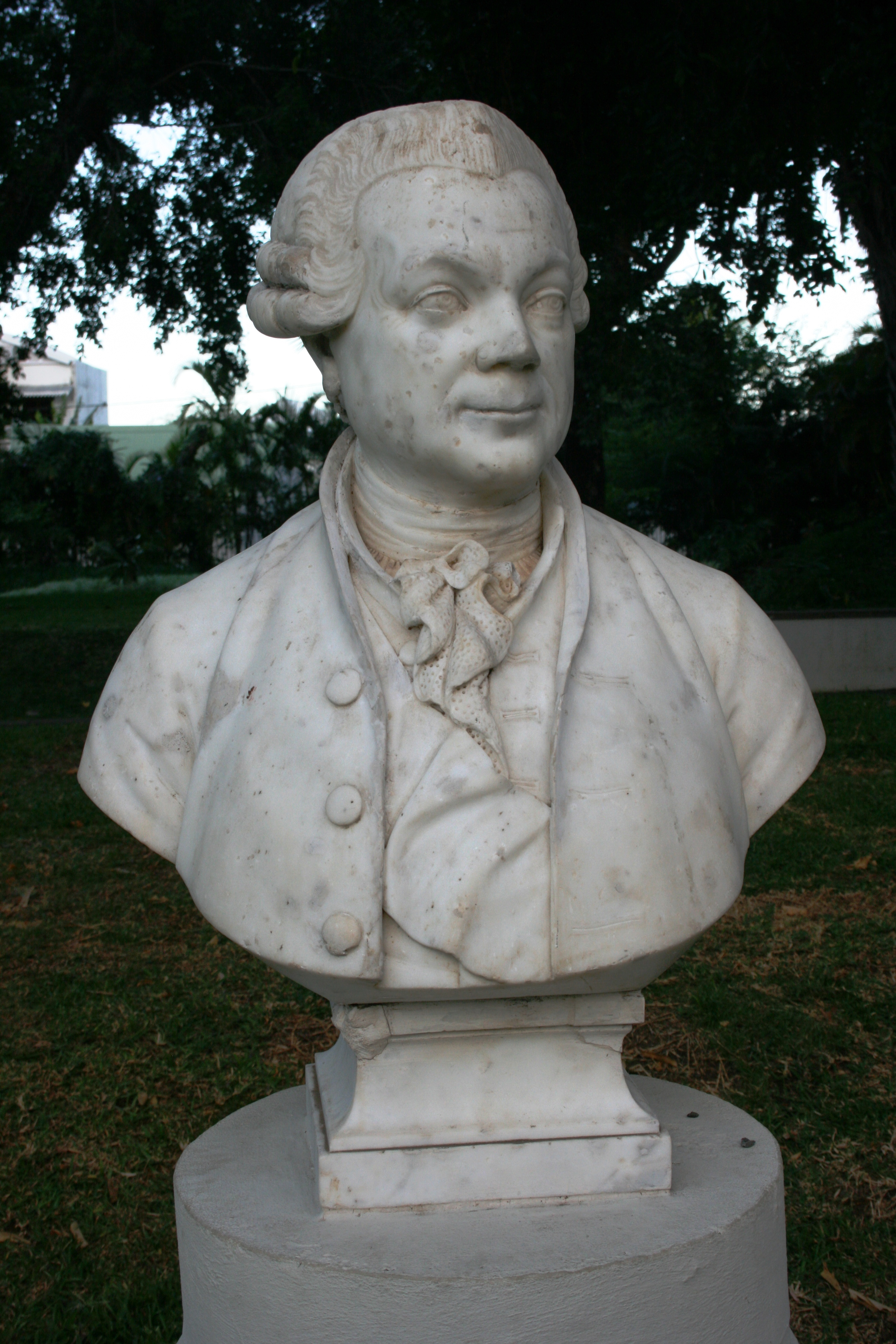
Détail du Monument à Pierre Poivre, jardin de l'État de Saint-Denis de La Réunion.
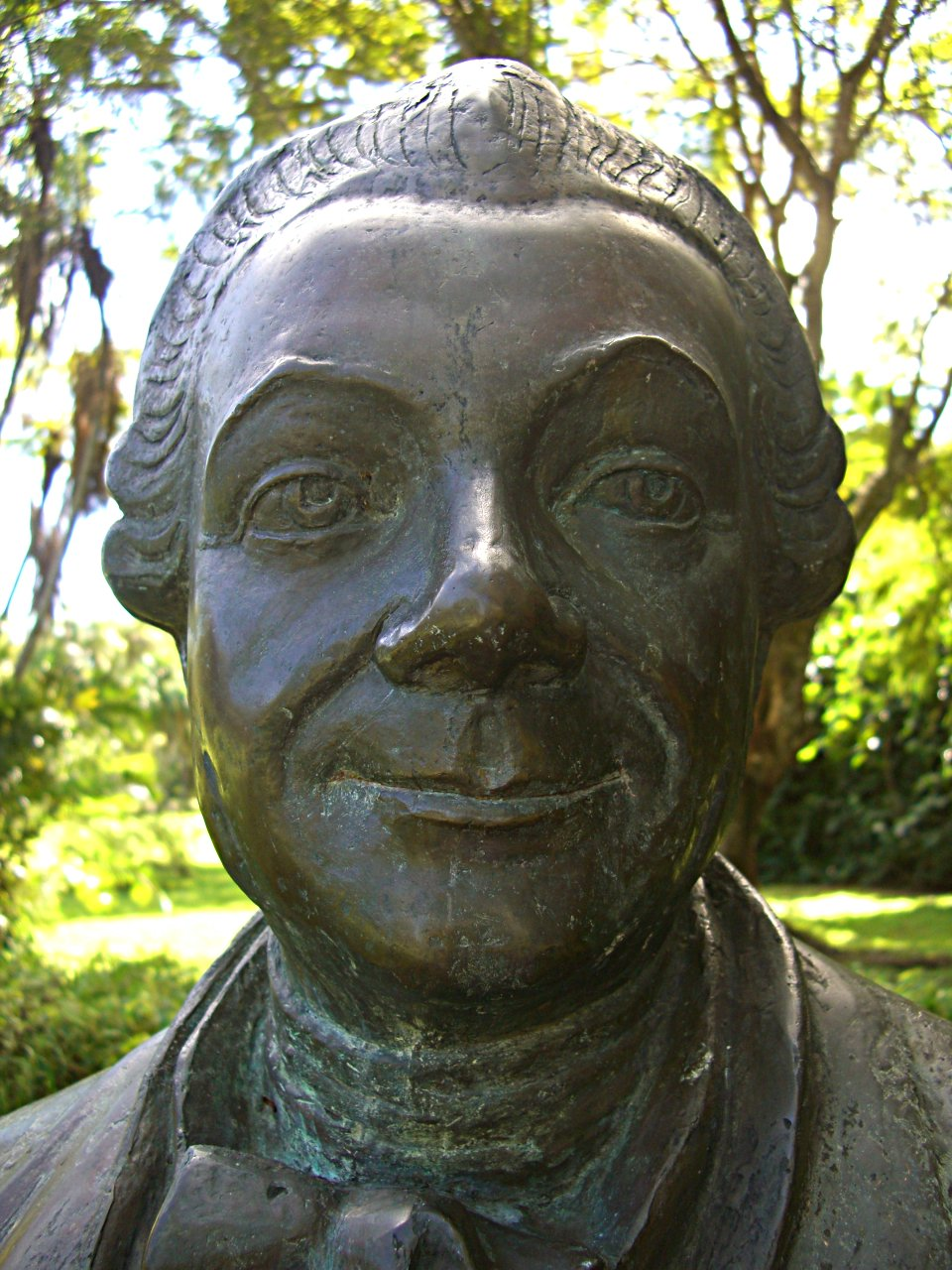
Détail du monument à Pierre Poivre, jardin botanique Sir Seewoosagur Ramgoolam de Pamplemousses, à l'île Maurice[Note 5].
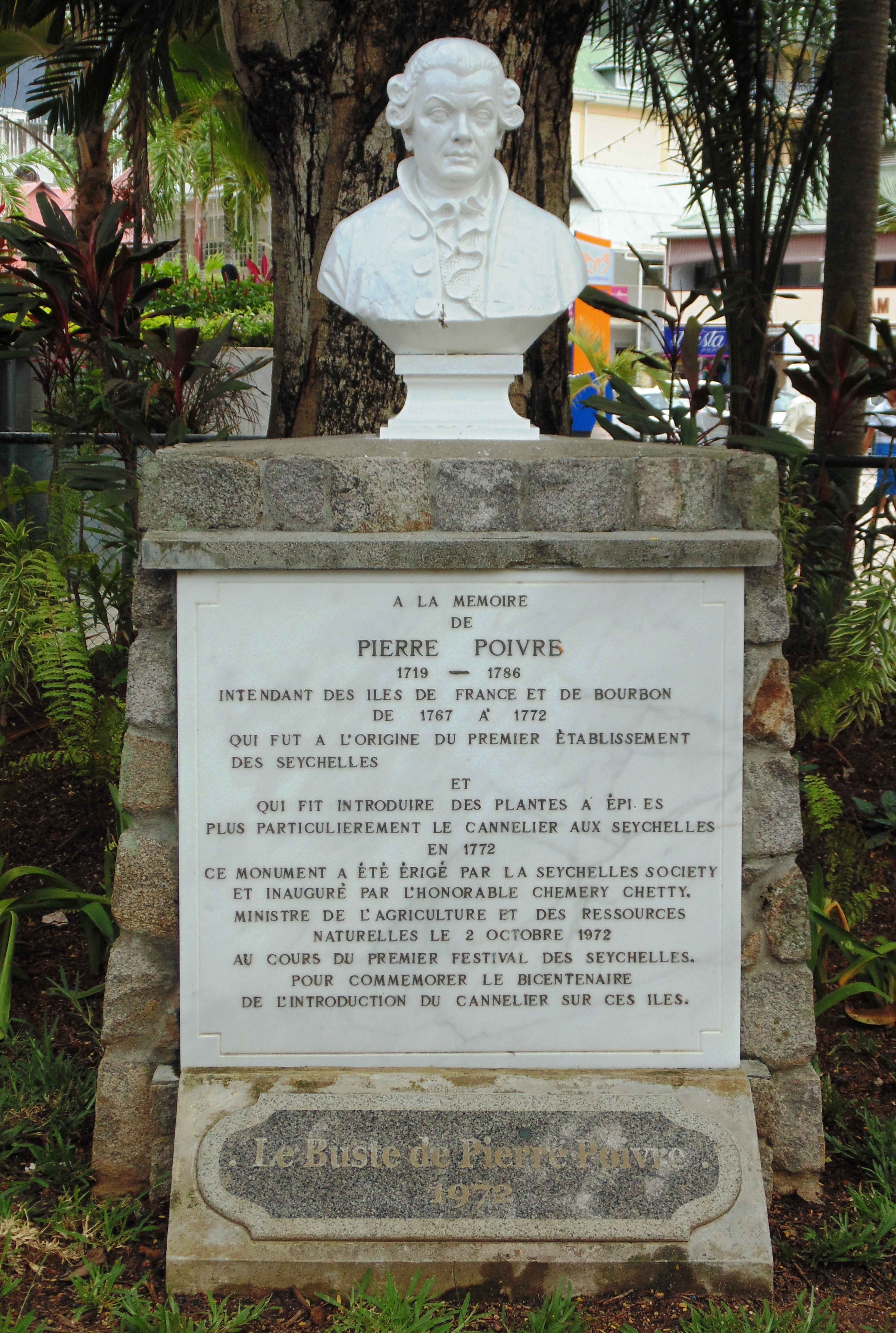
Monument à Pierre Poivre, Jardin botanique national des Seychelles.
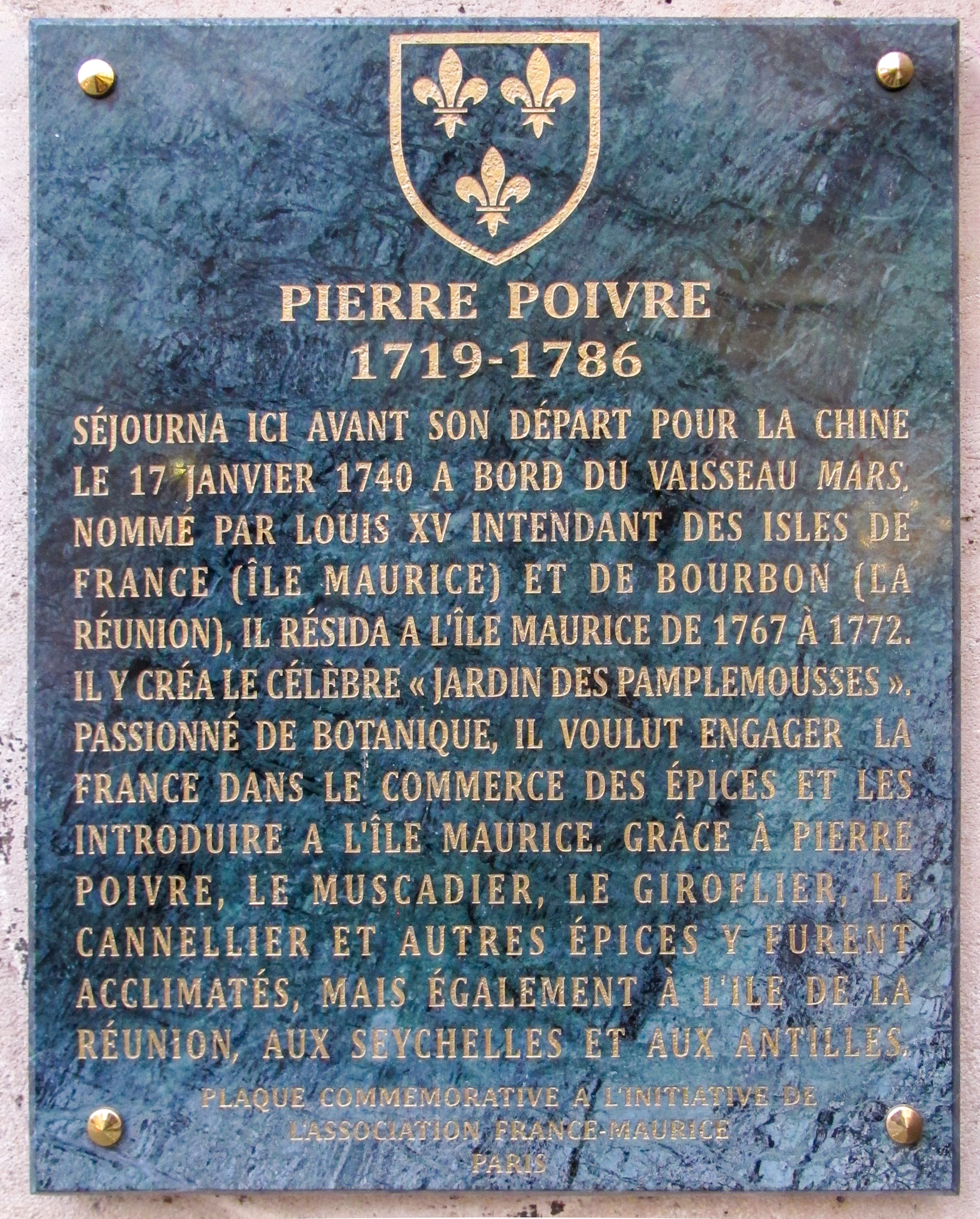
Plaque commémorative au 128, rue du Bac à Paris, à l'entrée des Missions étrangères de Paris, où Pierre Poivre vint en 1740 avant son voyage.

## Hommage
La rue Pierre Poivre du 1er arrondissement de Lyon est ouverte le 28 mai 1824.

## Publications

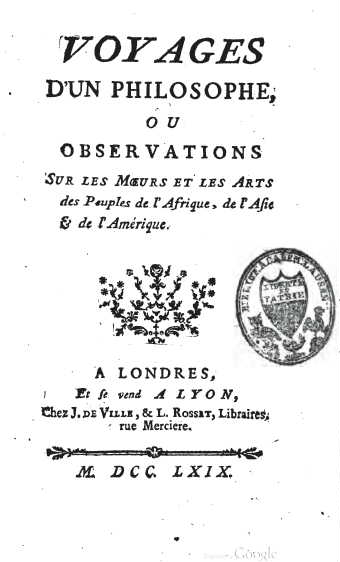
1769 : Voyages d’un philosophe ou observations sur les mœurs et les arts des peuples de l’Afrique, de l’Asie et de l’Amérique.

- Pierre Poivre, Voyages d'un philosophe, ou observations sur les mœurs et les arts des peuples de l'Afrique, de l'Asie et de l'Amérique sur Google Livres, 1768.
- Pierre Poivre, Œuvres complettes de P. Poivre, intendant des Isles de France et de Bourbon, correspondant de l'académie des sciences, etc. ; précédées de sa vie et accompagnées de notes sur Google Livres, Chez Fuchs, 1797.